# 默里·霍尔
默里·霍尔（英語：Murray Hall，1953年10月1日—），澳大利亚男子自行车运动员。他曾代表澳大利亚参加1974年英联邦运动会自行车比赛，获得男子团体追逐赛和男子10英里捕捉赛银牌。